# هواداران باشگاه فوتبال پرسپولیس

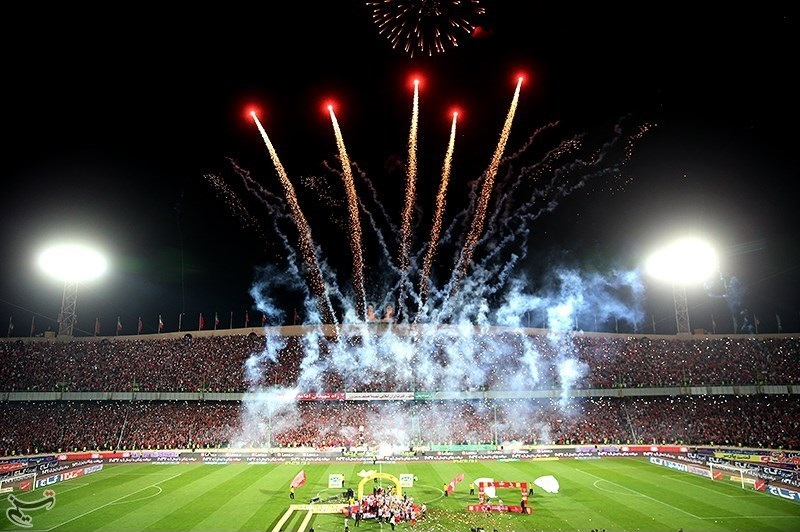
تکمیل ظرفیت ورزشگاه آزادی در هنگام برگزاری جشن قهرمانی پرسپولیس در لیگ برتر فوتبال ایران ۹۶–۱۳۹۵

باشگاه فوتبال پرسپولیس باشگاه فوتبالی ایرانی است که در سال ۱۳۴۲ در شهر تهران، پایتخت ایران بنیانگذاری شده و از باشگاه‌های زیرمجموعه باشگاه فرهنگی ورزشی   پرسپولیس است؛ پرسپولیس در لیگ خلیج فارس بازی می‌کند و تنها تیم باشگاهی فوتبال ایران است که هرگز به دستهٔ پایین‌تر سقوط نکرده‌است. بر اساس مرکز آماری cles در سال ۲۰۲۳ در چهار شبکه اجتماعی (توییتر،  اینستاگرام، فیس بوک، تیک‌تاک) باشگاه پرسپولیس به عنوان پرهوادارترین تیم باشگاهی فوتبال ایران و همچنین بعد از باشگاه الهلال دومین تیم برتر قاره آسیا شناخته شده‌است. باشگاه پرسپولیس در این رده‌بندی با ۸/۷ میلیون هوادار در این چهار رسانه در رده پنجاه و ششم جهان قرار گرفته‌است. اگر اینستاگرام را به عنوان ملاک عمل قرار دهیم باشگاه پرسپولیس با ۱۰ میلیون دنبال کننده در رتبه بیست و سومین باشگاه‌های پرطرفدار جهان قرار گرفته‌است. باشگاه پرسپولیس بعد از باشگاه های النصر و الهلال عربستان بیشترین تعداد دنبال کننده را در اینستاگرام در قاره آسیا دارد. براساس نظر سنجی نشریه اسپانیای مارکا در سال ۲۰۲۲ که تقریباً نیم میلیون نفر در آن شرکت داشتند، باشگاه پرسپولیس بالاتر از باشگاه‌هایی همچون رئال مادرید، لیورپول و آ.ث. میلان به‌عنوان محبوب‌ترین باشگاه فوتبال در دنیا معرفی شده‌است. براساس آمار بیان شده از سوی فدراسیون جهانی فوتبال (فیفا) در سال ۲۰۱۶ باشگاه پرسپولیس با ۵۱ میلیون طرفدار در رتبه دهم دنیا قرار گرفته‌است. براساس اعلام رسمی سایت کنفدراسیون فوتبال آسیا (afc) مسابقه برگشت  باشگاه‌هایی همچون باشگاه پرسپولیس و باشگاه کاشیما انتلرز در لیگ قهرمانان آسیا سال ۲۰۱۸ باحضور ۱۰۰ هزار تماشاگر در ورزشگاه آزادی به عنوان پرتماشاگرترین دیدار فینال لیگ قهرمانان آسیا نام گرفت. براساس اعلام رسمی سایت کنفدراسیون فوتبال آسیا (afc) در سال ۲۰۱۵ باشگاه پرسپولیس با بیش از (۸۷۴ هزار هوادار در تاریخ لیگ قهرمانان آسیا) در رتبه سوم بعد از باشگاه‌هایی همچون باشگاه الهلال با بیش از (یک میلیون هوادار در تاریخ لیگ قهرمانان آسیا) و باشگاه گوانگژو با بیش از (۸۹۳ هزار هوادار در تاریخ لیگ قهرمانان آسیا) از لحاظ تعداد حضور هواداران برای تماشای مسابقات تیم‌ها قرار گرفته‌است. براساس اعلام رسمی سایت کنفدراسیون فوتبال آسیا (afc) در سال ۲۰۱۵ مسابقه باشگاه‌هایی همچون (باشگاه پرسپولیس با باشگاه النصر با ۱۰۰ هزار تماشاگر در سال ۲۰۱۵) و همچنین مسابقه (باشگاه پرسپولیس با باشگاه ورزشی الغرافه با ۹۶ هزار و ۲۰۰ نفر تماشاگر در سال ۲۰۱۲) و همچنین مسابقه (باشگاه پرسپولیس با باشگاه فوتبال بنیادکار ازبکستان با ۹۵ هزار و ۲۲۵ نفر تماشاگر در سال ۲۰۰۹) جزو پرتماشاگرترین مسابقات تاریخ لیگ قهرمانان آسیا به‌شمار می ایند. براساس نظرسنجی برنامه تلویزیونی نود در سال ۱۳۹۶ باشگاه فوتبال پرسپولیس با کسب ۵۷/۵٪ درصد ارا به نسبت باشگاه فوتبال استقلال با ۲۹/۲٪ در صد ارا و باشگاه فوتبال تراکتور با ۴/۲٪ در صد ارا به عنوان پرطرفدارترین تیم در فوتبال باشگاهی ایران معرفی شده‌است. باشگاه پرسپولیس هواداران هنرمند و ورزشکاران و سیاست مداران سرشناسی دارد. مشهورترین هنرمندان و  ورزشکاران و سیاست مداران باشگاه پرسپولیس از جمله می‌توان به (پژمان بازغی، کامبیز دیرباز، محمد رضا گلزار، نیوشا ضیغمی، محمد رضا هدایتی، رضا شفیعی جم، رامبد جوان، الناز شاکر دوست، محمد رضا شریفی نیا، سعید راد، شهاب حسینی، مهراوه شریفی نیا، فاطمه گودرزی، حامد بهداد، پیمان قاسم خانی، ملیکا شریفی نیا، لیلا اوتادی، یکتا ناصر، بهنوش بختیاری، لیلا بلوکات، فلور نظری، اشا محرابی، پرستو گلستانی، ناهید کیانی، مبینا نعمت زاده، حدیثه تهرانی، نفیسه روشن، سپیده گلچین، الهه حصاری، احسان علیخانی، علی ضیا، رضا رشید پور، رضا صادقی، محسن یگانه، مازیار فلاحی، فرزاد فرزین، امید حاجیلی، علی لهراسبی، فریدون اسرایی، حامد زمانی، محسن چاووشی، مجید صالحی، مهدی یغمایی، رامین راستاد، سمانه پاکدل، ساره بیات، هومن برق نورد، امیر مهدی ژوله، مهدی سلوکی، بهرنگ علوی، امین حیایی، عباس عراقچی، مجید تخت روانچی، سید محمد خاتمی، علی لاریجانی، محمد جواد آذری جهرمی، احسان حدادی، شهرام محمودی، سید محمد موسوی، هادی چوپان، حسن تفتیان، آرین‌ سلیمی، فرهاد ظریف، میلاد عبادی پور) اشاره کرد. این باشگاه پرهوادارترین باشگاه فوتبال در ایران و آسیا است.

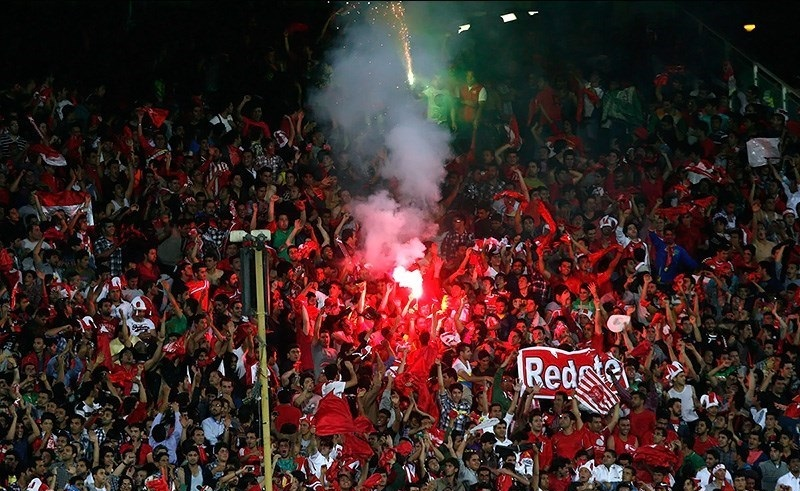
شماری از هواداران باشگاه فوتبال پرسپولیس

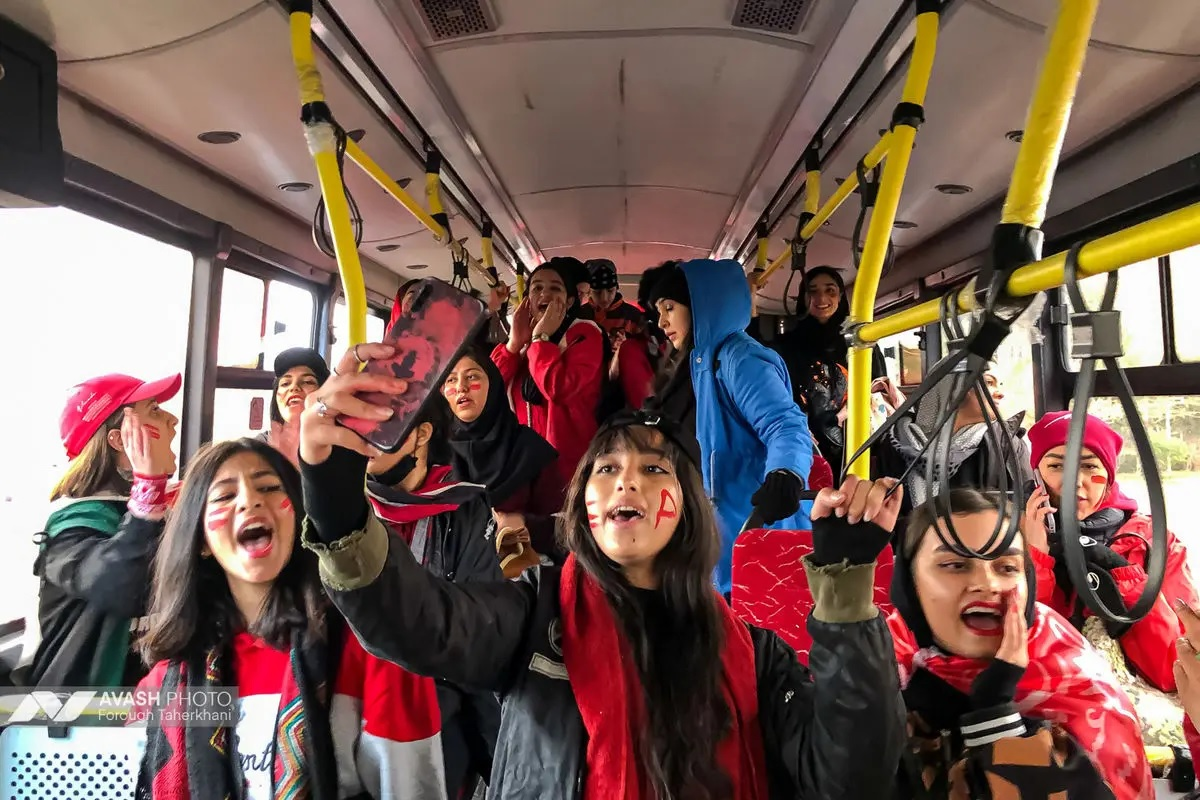
شماری از هواداران پرسپولیس هنگام دربی ۱۰۲، آذر ۱۴۰۲

هواداران پرسپولیس از ابتدا نقش مهمی در پیشرفت و تاریخ این باشگاه داشته‌اند. هوادارانی که دارای توان مالی خوبی هستند در به خدمت گرفتن بازیکنان جدید یا برای موارد دیگر به باشگاه کمک می‌کنند؛ همچنین در زمان مدیریت علی اکبر طاهری، باشگاه پرسپولیس به صورت رسمی از هواداران درخواست کمک مالی کرد. در پی این درخواست، هواداران پرسپولیس مبلغ ۶٬۲۹۵٫۰۱۶٬۶۶۱ ریال (طبق اعلام وبگاه رسمی باشگاه) را در عرض کمتر از یک ماه به حساب باشگاه ریختند.
پرسپولیس باشگاه پرهواداری است. بر پایهٔ نظرسنجی‌های انجام شده باشگاه پرسپولیس به عنوان پرهوادارترین باشگاه فوتبال ایران معرفی شده‌است. و بنا بر اعلام وبگاه رسمی، باشگاه برای هوادارانش ارزش بسیاری قائل است. با این که باشگاه پرسپولیس در تهران قرار دارد، در سراسر ایران هوادار دارد و در بازی‌های خارج از خانه نیز هواداران زیادی برای تشویق آن‌ها به ورزشگاه می‌روند. این باشگاه در امارات متحده عربی و قطر نیز هوادارانی دارد. عادل فردوسی‌پور در مجله ورلدساکر می‌نویسد: «پرسپولیس با بیش از ۳۰ میلیون هوادار به عنوان محبوب‌ترین باشگاه آسیا شناخته می‌شود.»

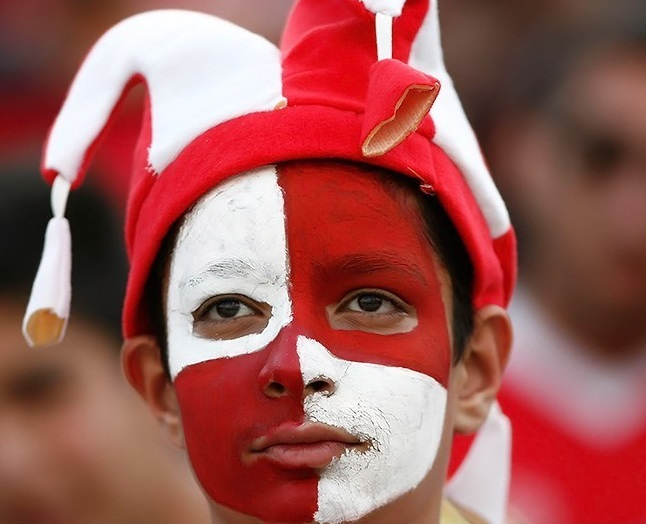
یکی از طرح‌های گریم صورت پرسپولیسی‌ها

بنا بر نوشته همشهری‌آنلاین، کنفدراسیون فوتبال آسیا در فهرستی پرسپولیس را بالاتر از الهلال عربستان و دالیان چین پرهوادارترین باشگاه آسیا معرفی کرد. رکورد بیشترین تماشاگر تاریخ لیگ برتر مربوط به بازی پرسپولیس و سپاهان در لیگ هفتم می‌باشد که بیش از ۱۲۰ هزار تماشاگر در استادیوم آزادی حضور داشتند و بیش از ۸۰ هزار نفر پشت درهای بسته ورزشگاه ماندند.

## پیشینه

### پیش از انقلاب (۱۳۵۷–۱۳۴۷)
پیش از شکل‌گیری پرسپولیس، مردم تهران بیشتر هوادار یکی از سه باشگاه تاج، دارایی و شاهین بودند. پس از فروپاشی شاهین در تیر ۱۳۴۶ و با پیوستن بیشتر بازیکنان باشگاه شاهین به پرسپولیس شهرت و محبوبیت شاهین نیز به پرسپولیس منتقل شد. خاستگاه باشگاه شاهین که در سالهای پیش از فروپاشی درگیر جریانات سیاسی شده بود بر پرسپولیس نیز اثرگذار شد و سیاست میراث پرسپولیس از شاهین بود. مردم کوچه و خیابان، شاهین را مرکز جریان ضدشاهنشاهی می‌دانستند. عباس اکرامی، بنیادگذار مکتب شاهین که پیشتر سمت‌های دولتی داشته، پس از کودتای ۲۸ مرداد ۱۳۳۲ و در اوج گرایش‌های ضدانگلیسی ایرانیان، به رویارویی با حکومت پهلوی مشهور بود. مردم کوچه و خیابان، شاهین را مرکز جریان ضدشاهنشاهی می‌دانستند و اکثر هواداران شاهین از مخالفان شاه بودند. با این وجود تعابیر سیاسی در میان بازیکنان تیم چندان مصداقی نداشت و سکوهای شاهین به صورت خودجوش حرکت می‌کردند.
پس از انحلال شاهین، هوادارانش به جهت حضور بازیکنان شاهین در پرسپولیس، از سال ۱۳۴۷ به این تیم گرویدند و تا سال ۱۳۵۷، سکوهای پرسپولیس، کمابیش جایگاه مخالفان شاه محسوب می‌شد. تاج که نماد حکومت شاهنشاهی محسوب می‌شد نیز در تقابل و رقابت با این پرسپولیس قرار گرفت.
به جز علی عبده، ارتشبد محمد خاتم (فرمانده نیروی هوایی شاهنشاهی ایران) و فاطمه پهلوی، عضوی از خانواده سلطنتی ایران نیز به پرسپولیس نزدیک بودند و کماکان رابطه خوبی با پرویز خسروانی نداشتند. بنابراین پرسپولیس جایگاه مناسبی برای مخالفان بود چرا که مانند شاهین «ظاهر مخالف» نداشت.
عبده نزد خانواده شاه محبوبیت داشت، چنانچه افتتاح طبقه دوم بولینگ عبده توسط محمدرضا و فرح پهلوی انجام شد؛ اما پس از سال ۱۳۵۴ و درگذشت خاتم، روابط عبده با فاطمه پهلوی و دربار رو به تیرگی گرایید.

### اوایل انقلاب و دهه ۶۰ (۱۳۷۰–۱۳۵۷)
پس از انقلاب، پرسپولیس به مانند تاج، در دست انقلابیون قرار گرفت، ملی شد و تغییر نام داد؛ و سپس تحت نظر بنیاد مستضعفان قرار گرفت.
به نوشته هوشنگ شهابی در دانشنامه ایرانیکا، حکومت جدید پس از انقلاب دل خوشی از فوتبال نداشت و مخالفان شاه معتقد بودند که او برای دور نگه‌داشتن جوانان از سیاست، تب فوتبال را در جامعه رواج می‌داده‌است.
در دهه ۶۰ تقابل فوتبال و سیاست بارها منجر به تحریک تماشاگران و سکوهای پرسپولیس شد و این مهر تأییدی بود بر دیدگاه حکومت که تب فوتبال بر ضدانقلاب است.

## کارت هواداران پرسپولیس
باشگاه فوتبال پرسپولیس برای هوادارانی که دارای «کارت هواداری پرسپولیس» باشند شرایط ویژه‌ای را در نظر گرفته‌است؛ شرایط ویژه باشگاه برای این دسته از هوادارانش شامل مشاهده رایگان برخی مسابقات (بدون نیاز به بلیط) و تخفیف در خرید از فروشگاه‌ها و مراکز تجاری طرف قرارداد می‌شود. این کار باشگاه پرسپولیس، تا حدودی مشابه اقدامات باشگاه فوتبال بنفیکا می‌باشد.

## یار دوازدهم و پیراهن شمارهٔ ۱۲
پیراهن شمارهٔ ۱۲ تیم فوتبال پرسپولیس، برای تشکر و قدردانی از هواداران این باشگاه و به‌نشانه اینکه هواداران یار دوازدهم تیم هستند بایگانی شده‌است. همچنین قرار شد هواداران پرسپولیس پس از این، با پیراهن خودشان (شمارهٔ ۱۲) به ورزشگاه بیایند. پیشنهاد این کار توسط افشین پیروانی، بازیکن سابق باشگاه داده شد.

## جایگاه‌های (۳۶، ۲۲، ۲۳، ۲۶) و شورشی‌ها
سکوهای جایگاه‌های (۳۶، ۲۲، ۲۳، ۲۶) ورزشگاه  آزادی از دیرباز محل پرشورترین، متعصب‌ترین و دوآتیشه‌ترین هواداران باشگاه پرسپولیس بود که همیشه در تشویق بازیکنان پیشروترین هواداران این تیم بودند. این جایگاه را جایگاه شورشی‌ها یا جایگاه تیفوسی‌ها نیز می‌نامند. این جایگاه در گوشه شمال‌غربی ورزشگاه آزادی جای گرفته‌است.

## اقدامات هواداران

### طرح‌های موزاییکی و پرچم

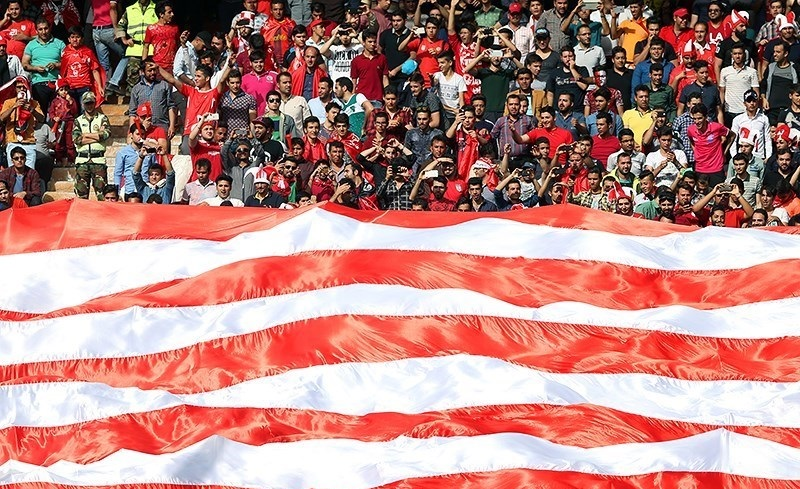
پرچمی با اندازهٔ بزرگ که توسط هواداران پرسپولیس مورد استفاده قرار می‌گیرد.

هواداران تیم فوتبال پرسپولیس برای مسابقاتی که برایشان اهمیت بیشتری دارد، طرح‌های موزاییکی خاصی را آماده و از پرچم‌هایی با اندازه بزرگ استفاده می‌کنند. گاهی ممکن است این طرح‌ها در واکنش به اتفاقات روز دنیا یا کشور نیز باشد.

### دقیقهٔ ۲۴
برای گرامیداشت یاد و خاطره هادی نوروزی (کاپیتان فقید پرسپولیس) هواداران این تیم در دقیقه ۲۴ هر مسابقه شعار «نوروزی، روحت شاد» سر می‌دهند، این تشویق حتی توسط هواداران دیگر تیم‌های لیگ برتر فوتبال ایران نیز دیده شده‌است.

### شعارهای ملی
در برخی مسابقات هواداران این باشگاه شعارهای ملی نظیر «خلیج فارس ایران» را سر می‌دهند. داشتن پرچم ایران نیز در مسابقات از اقدامات هواداران این باشگاه است.

### فضای مجازی
هواداران این تیم به اتفاقات مهم باشگاه خود در فضای مجازی نیز واکنش نشان می‌دهند؛ برای مثال اگر بازیکنی از پرسپولیس باعث ناراحتی هواداران شود به‌سرعت محبوبیت خود را در شبکه‌های اجتماعی از دست می‌دهد.

## نماد
به غیر از رنگ سرخ و پیراهن باشگاه، اعداد «۴» و «۵» و «۶» نیز از دیگر نمادهای هواداران باشگاه پرسپولیس می‌باشد. عدد «۴» به شهرآورد هشتاد و سوم و عدد «۶» نیز به شهرآورد سیزدهم و عدد «۵» نیز اشاره به پنج قهرمانی پیایی (گلات) باشگاه پرسپولیس در لیگ ایران دارد.

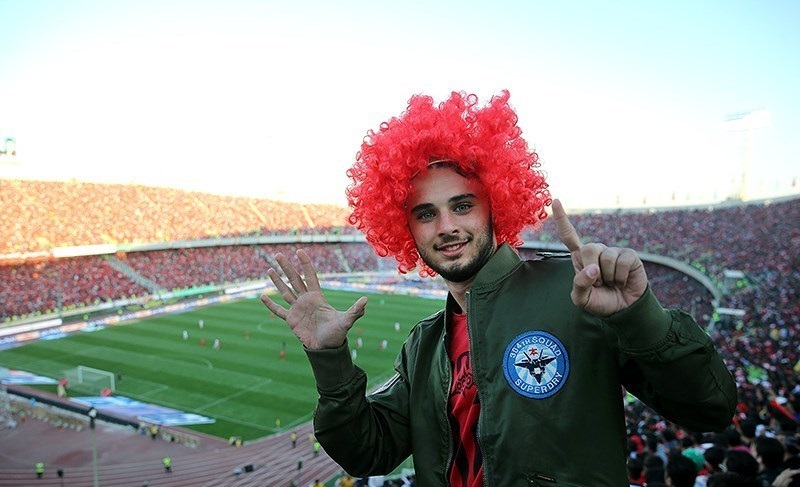
یک هوادار پرسپولیس که عدد ۶ را نشان می‌دهد.
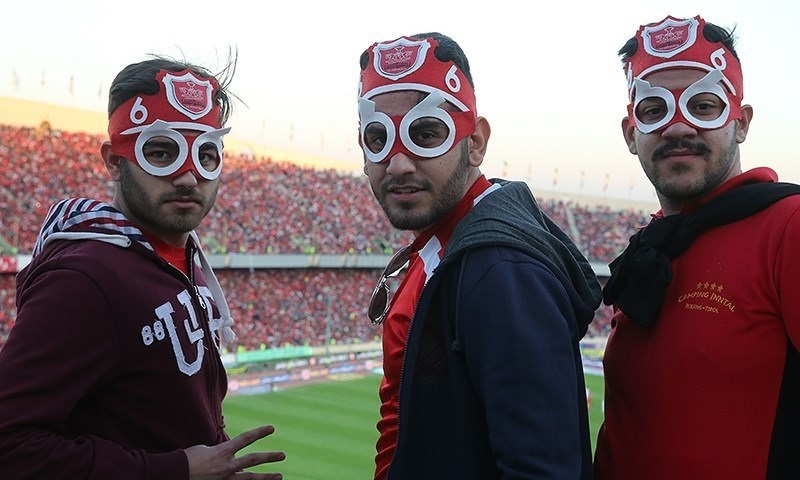
هوادار سمت چپ تصویر در حال نشان دادن عدد ۴
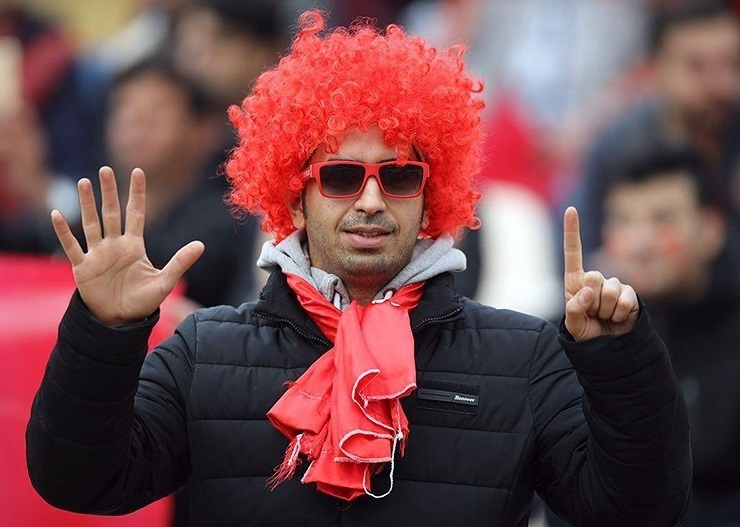
یک هوادار پرسپولیس که عدد ۶ را نشان می‌دهد و از رنگ سرخ به‌عنوان نماد این تیم استفاده می‌کند.
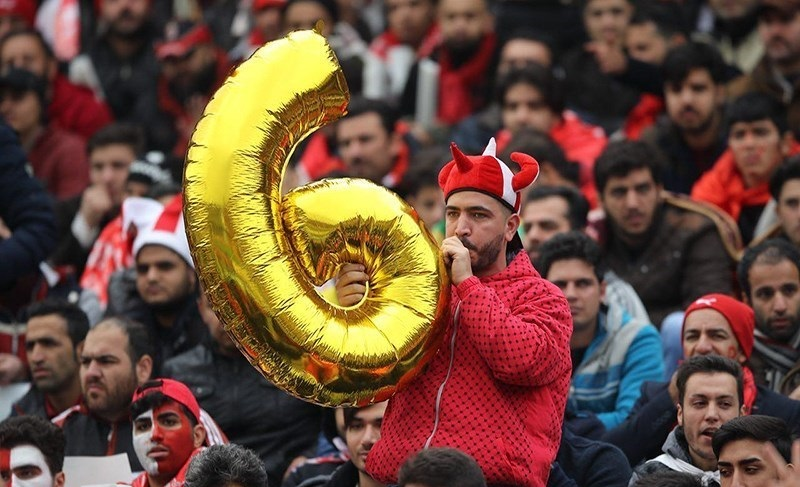
استفاده از نماد ۶ در ورزشگاه آزادی توسط هواداران پرسپولیس

## رکورد پرتماشاگرترین مسابقات

### مسابقات کشوری
هواداران پرسپولیس عنوان «بهترین میانگین تماشاگران خانگی» را بارها در لیگ برتر فوتبال ایران کسب کرده‌اند. آن‌ها به کرات در صدر جدول تعداد تماشاگران خانگی ایستاده‌اند.

### مسابقات بین‌المللی
رکورد پرتماشاگرترین مسابقات آسیا متعلق به هواداران پرسپولیس می‌باشد. وبگاه رسمی کنفدراسیون فوتبال آسیا بارها به این موضوع پرداخته‌است.

#### جدول پرتماشاگرترین مسابقات بین‌المللی پرسپولیس
| # | تعداد تماشاگر | مسابقه                                                | توضیحات                                    |
| - | ------------- | ----------------------------------------------------- | ------------------------------------------ |
| ۱ | ۱۰۰٬۰۰۰       | پرسپولیس - المحرق بحرین (جام برندگان جام آسیا ۱۹۹۱)   | - طبق آمار غیررسمی تماشاگران بیشتر بوده‌اند |
| ۲ | ۱۰۰٬۰۰۰       | پرسپولیس - الهلال (لیگ قهرمانان آسیا ۲۰۱۵)            |                                            |
| ۳ | ۱۰۰٬۰۰۰       | پرسپولیس - بنیادکار ازبکستان (لیگ قهرمانان آسیا ۲۰۱۵) |                                            |
| ۴ | ۱۰۰٬۰۰۰       | پرسپولیس - النصر (لیگ قهرمانان آسیا ۲۰۱۵)             |                                            |
| ۵ | ۹۶٬۲۰۰        | پرسپولیس - الغرافه قطر (لیگ قهرمانان آسیا ۲۰۱۲)       |                                            |
| ۶ | ۹۵٬۲۲۵        | پرسپولیس - بنیادکار ازبکستان (لیگ قهرمانان آسیا ۲۰۰۹) |                                            |
| ۷ | ۸۲٬۷۰۰        | پرسپولیس - الشباب امارات (لیگ قهرمانان آسیا ۲۰۱۲)     |                                            |

## خصوصی‌سازی
اعلام شد در راستای انجام اصل ۴۴ قانون اساسی جمهوری اسلامی ایران، باشگاه باید به بخش خصوصی واگذار شود. در سال‌های گذشته خبرهایی دربارهٔ ورود باشگاه به سازمان بورس اوراق بهادار تهران و فروش آن به افراد حقیقی منتشرشده‌است. در سال ۱۳۸۸، محمود احمدی‌نژاد در نامه‌ای به رئیس سازمان تربیت بدنی اعلام کرد که دو تیم پرهوادار تهران باید به هواداران واگذار شوند. پرسپولیس همچنان در تملک سازمان تربیت بدنی قرار دارد. بنا بر گفته کنفدراسیون فوتبال آسیا، نحوه مالکیت کنونی این باشگاه در آینده مشکلاتی برای حضور در لیگ قهرمانان آسیا ایجاد می‌کند و در حال حاضر سازمان بورس قیمت باشگاه را ۲۹۰ میلیارد تومان اعلام کرد که پس از دو مزایده هنوز کسی سهام باشگاه را نخریده.